# Bad Liar (canción de Selena Gomez)
«Bad Liar» es una canción de la cantante estadounidense Selena Gomez. La canción fue escrita por Gomez, Julia Michaels, Justin Tranter y su productor Ian Kirkpatrick. La canción muestra la línea de bajo del sencillo de 1977 de Talking Heads "Psycho Killer", escrito por David Byrne, Chris Frantz y Tina Weymouth. Un video musical vertical acompañó el lanzamiento, convirtiéndose en el primer video musical en estrenarse en Spotify, donde estuvo disponible exclusivamente. El video musical oficial de la canción dirigido por Jesse Peretz, fue lanzado el 13 de mayo de 2017 en el canal Vevo de Gómez en YouTube, en el que interpreta a cuatro personajes.
"Bad Liar" recibió gran reconocimiento de la crítica y fue catalogada como la mejor canción de 2017 por Billboard.  Los críticos notaron la producción de medio tiempo por su estructura no tradicional en el catálogo de Gómez.  David Byrne, vocalista de Talking Heads, también felicitó la canción. Comercialmente, la canción alcanzó el top 20 en Australia, Canadá, la República Checa, Finlandia, Hungría, Líbano, Malasia, México, Nueva Zelanda, Eslovaquia y Estados Unidos; así como los 40 principales en Austria, Dinamarca, Francia, Alemania, Irlanda, Noruega, Portugal, Suecia, Suiza y el Reino Unido. En 2019, Rolling Stone nombró a "Bad Liar" la 39a mejor canción de la década de 2010.

## Escritura y producción
La canción «Bad Liar» fue escrita por la misma Gomez, Julia Michaels, Justin Tranter e Ian Kirkpatrick, que también produjo la canción. Su inspiración inicial fue la banda estadounidense Talking Heads, de la que Gomez y Michaels son fanes. Michaels sugirió que escribieran una canción sobre la línea de bajo del sencillo de 1977 de la banda, «Psycho Killer», específicamente interpolando el riff de Tina Weymouth, la línea de bajo mínima de la canción fue usada como punto de partida para el sencillo. Durante una entrevista para la revista Variety, Tranter recordó que fue "uno de esos momentos mágicos en los que la canción sólo se reúne muy rápidamente y se sentía tan bien." Greg Sowder de Warner / Chappell interpretó "Bad Liar" a David Byrnewho, miembro de Talking Heads, a él le gustó la pista y la actuación vocal de Gomez, y junto con Weymouth y Chris Frantz le concedieron el permiso para probar "Psycho Killer".

## Composición
«Bad Liar» tiene sus raíces en los géneros de new wave e indie rock, según Sasha Geffen, de MTV. Comienza con un steadybeat construido alrededor de ritmo y una línea de bajo desigual de "Psycho Killer". La producción es por lo demás escasa y texturizada, ofreciendo percusión con broches a presión y toques de mano, y adoptando voces de aliento similar a la vena de sus singles anteriores "Good for You" y "Hands to Myself". A diferencia del sencillo anterior "It Ain't Me" de Gomez, que utilizó la reverberación y el contorno del tono, su voz es restringida y enfatizada en "Mentirosa" mezclándola para así limitarla y contenerla. Hay varias voces que están divididas en una grabación para enfatizar la urgencia. Con varias líneas en la canción que es acróstico y sílaba-dependiente, Gomez usa una cadencia cantada. La pista está escrita en forma de coro inverso, aunque presenta un pre-coro y un post-coro.
Las letras encuentran a Gomez narrando los acontecimientos de evitar admitir sus sentimientos por un nuevo interés amoroso, pero luego reconoce que la dificultad de ella la convierte en una «mala mentirosa». Tras su liberación, «Bad Liar» fue malinterpretada como una canción de ruptura, lo que llevó a Tranter a explicar en un post en Twitter: "Tienes algunas de las letras mal, y en realidad trata de ocultar sentimientos mágicos para alguien nuevo, pero no siendo capaz de hacerlo."

## Lanzamiento
Gomez habló por primera vez sobre el lanzamiento del sencillo en Twitter el 3 de mayo de 2017, compartiendo un enlace a su sitio web donde los aficionados podían registrarse para recibir actualizaciones a través de una lista de correo. El 5 de mayo de 2017, se lanzó una cuenta atrás para el lanzamiento en el sitio web. "Bad Liar" fue puesto a disposición para ser pre-guardado en Spotify el 16 de mayo de 2017 .Las letras oficiales de la canción se estrenaron en el sitio web Genius al día siguiente. La cantante también compartió un pequeño fragmento de "Bad Liar", que recibió más de 4.4 millones de visitas en Instagram en un día. El sencillo fue lanzado a los medios digitales y de streaming a medianoche EST el 18 de mayo de 2017.
Posteriormente, para celebrar el octavo aniversario de la publicación, el 17 de mayo de 2024 se puso a la venta un disco de vinilo de 7 pulgadas de edición limitada a través de la tienda oficial de la cantante.

## Carátula
Gomez trabajó con la fotógrafa canadiense Petra Collins para las ilustraciones promocionales del sencillo. El 11 de mayo de 2017, la cantante comenzó a compartir una serie de imágenes en las redes sociales con el título de la canción y letras escritas con lápiz labial a través de un espejo de baño. Al día siguiente, Gomez publicó la portada de "Bad Liar" en Twitter. El título de la canción está escrito con lápiz labial rojo en uno de los muslos de Gomez, mientras yace sobre un lecho de rocas en una muñeca de trapo bordada con flores y mariposas. Maria Ward de la revista Vogue nombró la muñeca de Gomez "el estilo del verano", complementando su bordado y "estilo fácil y alegre".
Una portada alternativa fue compartida por la cantante en Instagram el 17 de mayo de 2017, mostrándola acostada con una pequeña gasa en las muñecas y con una pulsera del hospital de riesgo. La imagen fue recibida con críticas y acusaciones de idealizar el suicidio, lo que llevó a Collins a comentar en redes sociales que la imagen fue disparada directamente después de que Gomez llegó del hospital para tratamiento lupus. Sin embargo, el comentario de Collins fue deshabilitado más tarde. La pulsera de Gómez se reveló más tarde como una pulsera amarilla de riesgo de caída, dada a los pacientes que corren el riesgo de caerse debido a la falta de equilibrio y los músculos débiles. Alex Frank de Pitchfork sugirió que se refirió a la reacción tabloide al tiempo de la cantante en rehabilitación. En Marie Claire, Mehera Bonner escribió que a Gomez se le permite "sacar de sus experiencias de la vida real y luchas en su arte." Alex Kazemi de la revista V encontró la obra de arte de gran alcance y vulnerable, considerándolo como la imagen más polémica de una cantante desde El vídeo musical de Fiona Apple para "Criminal" (1997).

## Recepción crítica
"Bad Liar" ha recibido elogios casi unánimes de los críticos, algunos de los cuales han descrito a la canción como la mejor de Gomez hasta la fecha. Después de su lanzamiento, "Bad Liar" apareció como "Best New Track" de Pitchfork, con Alex Frank calificándolo como "una victoria para una pop star sin complicaciones que hace música pop sin complicaciones y una pista divertida que sonará todo el verano". En su crítica para Rolling Stone, Elias Leight encontró la canción subestimada, "inteligente y aerodinámica" .Winston Cook-Wilson de la revista Spin llamó la voz de Gomez "prístina" y la pista "encantadoramente rara", con respecto a sus letras y el uso de la muestra como " Pero en última instancia brillante ". Apreciaba a "Bad Liar" por evitar las tendencias de la radio contemporánea, escribiendo que "casi todo suena como él mismo, y no hay elogio más alto para pagarlo". Escribiendo para Entertainment Weekly Nolan Feeney opinó que Gómez "encontró su carril, y ella está corriendo a toda velocidad por delante de algunos de los más inesperados de la música pop del año".
Jon Caramanica, de The New York Times, consideró la canción más famosa de la carrera de Gómez, describiéndola como "engañosamente original" y "decididamente anti-brillante, como si los primeros DFA Records hubieran intentado invertir en la ingeniería de una canción Pop". Caramanica elogió la técnica de canto de Gómez, escribiendo que "canta dulcemente y con hábiles pasos al ritmo, no tiene mucho poder en su voz, pero compensa con inflexiones inteligentes". Joe Lynch, de la revista Billboard, la calificó como "una de las mejores y más refrescantes canciones pop de 2017 hasta ahora" y "un clásico instantáneo adictivo, a diferencia de cualquier otra cosa en la radio". Raisa Bruner de Time escribió que la canción era una "salida dramática de su trabajo anterior" y "una canción pop sorprendentemente sutil que se construye de manera efectiva para alcanzar el estado".
Billboard la catalogó como la mejor canción del 2017. Entertainment Weekly lo clasificó en el número 19 y Spin en 32. Esquire también lo incluyó en su lista.

## Video musical
Un video musical para "Bad Liar" acompañó el lanzamiento del sencillo el 18 de mayo de 2017, convirtiéndose en el primer video musical que estrenará como exclusivo de Spotify. El video se puso a disposición sólo para verla desde la lista de reproducción de Top Hits de Spotify en vista vertical desde la aplicación mobile. El video de baja fidelidad presenta a Gomez con la misma pulsera de riesgo de caída de la portada alternativa del sencillo. Ella se muestra retorciéndose en una cama en un rosado negligee con una cinta blanca que se atan las manos.
El 12 de junio de 2017, Gomez anunció a través de sus medios de comunicación social que un segundo video musical para la canción sería publicado 14 de junio de ese año, publicando varios carteles de Bad Liar tipo Película. Mike wass de Idolator señaló que desde el posters muestra a "Selena Gómez" como principal estrella tres veces, se espera "ella para jugar múltiples caracteres o simplemente ser la única persona que en ella". El Vídeo fue dirigido por Jesse Peretz, que previamente dirigido la serie The Girls y Orange Is the New Black. El vídeo fue publicado en su cuenta Oficial de Vevo con 4 minutos de duración. Mike Wass, de Idolator, señaló que dado que los carteles que muestra "Selena Gómez" como la estrella principal tres veces, esperaba "que jugara varios personajes o simplemente sea la única persona en ella". El 14 de junio de 2017, el video musical de la canción se subió a YouTube. Hablando sobre el video de Billboard, Kari Perker (quien trabaja en el video como diseñadora de vestuario) dijo:

Para el personaje principal de Selena, queríamos hacer de ella un chico fresco pero dulce que no encajaba. Para la mamá, yo quería hacer algo más extremo - quería que estuviera más unida, más de una mujer mundana. Para el profesor de gimnasio - Farrah Fawcett fue nuestra inspiración para ese personaje. Ella era tan icónica y tan hermosa en ese momento; Todo el mundo quería ser como ella. Y finalmente, para la figura masculina, eso era muy divertido; Especialmente encontrar algo que realmente encajaría con Selena porque ella es tan pequeña.

### Sinopsis
El vídeo musical se estrenó en 2017 y sigue a Gómez interpretando a "una estudiante de secundaria tímida, una entrenadora de gimnasio con un peinado inspirado en Farrah Fawcett, un maestro masculino con gafas y una madre, todos interconectados de maneras inesperadas". Comienza con una adolescente-como Gómez montando una bicicleta a la escuela. Allí, ella permanece distraída e introvertida del resto de los estudiantes, que miran fijamente y hablan chismes sobre ella en el pasillo. En clase, ve a dos de sus maestros, una joven atractiva y rubia y un hombre adulto con gafas grandes (ambos retratados por Gómez) hablando de una manera sugestiva a fuera, y más tarde, en las escaleras y en la clase de gimnasia. Más tarde, la esposa del maestro (también retratado por Gómez) llega a la escuela para recogerlo, con impaciencia. Una vez que llegan a casa para la cena, la esposa lo mira como que ella sabe de su infidelidad. Los dos se miran unos a otros como adolescentes -entonces Gómez entra en la casa, revelando que ella es su hija. Ella va directamente a su habitación, donde baila al ritmo del último estribillo de la canción, pero tan pronto como su madre entra en la habitación, finge dormir hasta que su madre se va, triste. En la última foto del vídeo, la niña mira la fotografía de la amante de su padre y profesora de Gimnasia sonriendo, mostrando que ella puede estar interesada en ella también. 

### Recepción
Mike Wass, de Idolator, lo calificó de "una bocanada de aire fresco en un momento en que la tendencia caliente en videos musicales se está muriendo trágicamente" y que estaba "contento de ver a Selena realmente ir por ella visualmente", diciendo que es "su mayor producción desde Stars Dance cuando "Come & Get It" y "Slow Down" la llevó a lugares exóticos. " Alyssa Bailey de Ellepraised Gomez está actuando, diciendo que "Gomez puede no estar de vuelta a actuar todavía, pero esta situación de mini-película / video musical definitivamente te hace querer más", mientras Emily Mae Czachor de LA Times elogió el video visual "Con una gran producción (y, más recientemente, por el director de televisión) Jesse Peretz, el video fusiona una estética retro de los años 70 (Farrah Fawcett wigs y todo) con una atmósfera misteriosa y seductora ".
Sam Reed de The Hollywood Reporter dijo que "Independientemente, todo esto significa que la estrella del pop tuvo la oportunidad de obtener los trajes más increíbles y el maquillaje, de una peluca de estilo Farrah Fawcett estilo y pantalones cortos de gimnasio a un bouffant perfectamente coiffed, En un análisis más mezclado por Vanity Fair, Erika Harwood dijo: "Desafortunadamente, esto nos deja con más preguntas que respuestas sobre el video muy pesado de la trama. ¿Este hombre es el director o el maestro? ¿Es el padrastro del estudiante o padre biológico? ¿Está engañando a su esposa con el profesor de gimnasia? [...] No hay respuestas obvias a estas preguntas, excepto que este video musical podría haber cortado un personaje. "El video musical logró más de 12 millones de visitas en sus primeras 24 horas, y junto al audio rebasa los 230 millones de reproducciones.

## Formatos y lista de canciones
| Mundial - Descarga digital |            |          |  |
| N.º                        | Título     | Duración |  |
| 1.                         | «Bad Liar» | 3:34     |  |

| Mundial - Vinilo 7" |            |          |  |
| N.º                 | Título     | Duración |  |
| 1.                  | «Bad Liar» | 3:34     |  |

## Posicionamiento en las listas
| País              | Lista                      | Mejor posición |
| ----------------- | -------------------------- | -------------- |
| Alemania          | German Singles Chart       | 36             |
| Argentina         | LOS40                      | 9              |
| Australia         | Australian Singles Chart   | 10             |
| Austria           | Ö3 Austria Top 40          | 27             |
| Bélgica (Flandes) | Ultratop 50                | 20             |
| Bélgica (Valonia) | Ultratop 50                | 24             |
| Brasil            | Billboard Brasil Hot 100   | 91             |
| Canadá            | Canadian Hot 100           | 10             |
| Canadá            | Canada CHR/Top 40          | 33             |
| Dinamarca         | Denmark Singles Chart      | 38             |
| Escocia           | Scottish Singles Chart     | 70             |
| Eslovaquia        | Slovakia Singles Chart     | 74             |
| Estados Unidos    | Billboard Hot 100          | 20             |
| Estados Unidos    | Digital Songs              | 5              |
| Estados Unidos    | Mainstream Top 40          | 16             |
| Estados Unidos    | Pop Songs                  | 14             |
| Estados Unidos    | Streaming Songs            | 21             |
| Francia           | French Singles Chart       | 65             |
| España            | PROMUSICAE                 | 51             |
| Finlandia         | Official Sales Chart       | 20             |
| Guatemala         | Monitor Latino             | 4              |
| Hungría           | Hungary Singles Chart      | 10             |
| Indonesia         | Indonesia Singles Chart    | 27             |
| Irlanda           | Irish Singles Chart        | 23             |
| Italia            | Italian Singles Chart      | 47             |
| Líbano            | Lebanese Top 20            | 15             |
| Malasia           | RIM                        | 14             |
| México            | Monitor Latino             | 6              |
| México            | Billboard                  | 15             |
| Noruega           | VG-lista                   | 28             |
| Nueva Zelanda     | New Zealand Singles Chart  | 17             |
| Países Bajos      | Dutch Top 40               | 43             |
| Reino Unido       | UK Singles Chart           | 35             |
| República Checa   | Singles Digital Top 100    | 13             |
| Suecia            | Swedish Singles Chart      | 23             |
| Sudáfrica         | South Africa Singles Chart | 16             |
| Suiza             | Switzerland Singles Chart  | 31             |

## Certificaciones
| País                                                        | Organismo certificador | Certificación | Ventas certificadas | Ref.   |
| ----------------------------------------------------------- | ---------------------- | ------------- | ------------------- | ------ |
| Australia                                                   | ARIA                   | Platino       | 70 000              | [ 18 ] |
| Canadá                                                      | Music Canada           | Platino       | 80 000              | [ 19 ] |
| Estados Unidos                                              | RIAA                   | Platino       | 1 000               | [ 20 ] |
| Italia                                                      | FIMI                   | Oro           | 25 000              | [ 21 ] |
| Reino Unido                                                 | BPI                    | Plata         | 200 000             | [ 22 ] |
| (*) significa que la certificación puede incluir streaming' |                        |               |                     |        |

## Historial de lanzamientos
| País           | Fecha               | Formato          | Discográfica         |
| -------------- | ------------------- | ---------------- | -------------------- |
| Mundial        | 18 de mayo de 2017  | Descarga Digital | Interscope - Polydor |
| Estados Unidos | 18 de mayo de 2017  | Descarga Digital | Interscope           |
| Italia         | 23 de junio de 2017 | Descarga Digital | Universal Music      |
| Mundo          | 17 de mayo de 2024  | Disco de vinilo  | Interscope Records   |